# ناوشکن کلاس کیلدین
ناوشکن کلاس کیلدین (به انگلیسی: Kildin-class destroyer) یک کلاس از کشتی است که طول آن 126.1 m می‌باشد. این کشتی در نیروی دریایی شوروی مستقر بود.